# Dziećkowice
Dziećkowice (Dzietzkowitz en allemand) est un dzielnica (en) (district) de Mysłowice de la voïvodie de Silésie dans le Sud de la Pologne. Originellement, il s'agissait d'un village indépendant, mais il a d'abord été absorbé par Tychy, puis, par Mysłowice en 1976. Il couvre une superficie de 13,04 km2 et a une population de 1 461 habitants en 2012.

## Annexe